# Alicja Wancerz-Gluza
Alicja Wancerz-Gluza (ur. 26 czerwca 1956 w Warszawie) – polska nauczycielka, działaczka społeczna, związana z Ośrodkiem KARTA.

## Życiorys
W 1979 ukończyła studia z zakresu filologii polskiej na Uniwersytecie Warszawskim i rozpoczęła pracę jako nauczycielka języka polskiego w warszawskich liceach. Jeszcze jako studentka, po praktykach na ostatnim roku studiów, zaczęła pracę w XXII LO im. José Martí (w latach 1979-1980), a następnie w II Liceum Ogólnokształcącym im. Stefana Batorego(1980-1983).
Od września 1980 działała w ruchu „Solidarność” – szczególnie nauczycielskim (współzałożycielka pierwszego, symbolicznego 10-osobowego koła „S” w liceum Jose Marti, we wrześniu 1980). W roku 1980/1981 razem z Januszem Kostynowiczem – animatorka i działaczka Klubu Oświaty „Solidarności” Nauczycieli – forum dyskusyjnego i kulturalnego środowiska nauczycielskiego – współpracującego z Uczniowskim Ruchem Odnowy i innymi samorządowymi inicjatywami młodzieży. Autorka tekstów na te tematy w niezależnym piśmie nauczycielskim „Rozmowy”.
W okresie stanu wojennego w Polsce (od 4 stycznia 1982) współtwórczyni (razem z późniejszym mężem – Zbigniewem Gluzą i dwójką przyjaciół) podziemnego, sprzeciwiającego się komunistycznemu reżimowi „pisma „Karta”. Od momentu powstania pisma w pierwszych dniach stanu wojennego do momentu jego zalegalizowania (w końcu 1989) nie tylko autorka (kilkadziesiąt artykułów sygnowanych m.in. „S”, a potem „Anna Karska”), ale także drukarz i kolporterka pisma. Także redaktorka i wydawca kilku książek wydanych w ruchu podziemnym, nie tylko związanych z KARTĄ (jak książki w Bibliotece Wschodniej), ale także w innych podziemnych wydawnictwach (m.in. redagowała Rodowody niepokornych Bogdana Cywińskiego w Wydawnictwie „Krąg”). Równolegle w latach 80. pracowała jako redaktor w wydawnictwie SIGMA.
Od 1987 współtworzyła (także w warunkach konspiracji) Archiwum Wschodnie – dokumentujące represje wobec obywateli polskich pod okupacją sowiecką po 17 września 1939 i na terenie ZSRR (łagry, zesłania) – m.in. objęło to nagrywanie po raz pierwszy relacji świadków historii (początek to przygotowany przez nią do podziemnej „Karty” nr 6 blok „Ocalone” o polskich łagierniczkach).
W latach „przełomu” zatrudniona w firmie komputerowej „Wola” (gdzie „przystań” znalazło wielu byłych opozycjonistów i represjonowanych stanu wojennego), od października 1991 już formalnie zatrudniona i odtąd stale w Ośrodku KARTA; członek Zarządu i Rady Fundacji legalnie już działającego od 1990 (po upadku komunizmu w Polsce) Ośrodka KARTA – niezależnej, pozarządowej organizacji zajmującej się dokumentowaniem historii XX Polski i Europy Wschodniej, między innymi nadal wydającej – wspomniany już, tytułowy – kwartalnik historyczny „Karta”.
W latach 1992–1997, jako przedstawicielka Ośrodka Karta, współpracowała z II Programem Telewizji Polskiej, współtworząc kilkadziesiąt przygotowywanych dokumentacyjnie i firmowanych przez KARTĘ programów, reportaży historycznych i filmów dokumentalnych, np. „Spotkanie po latach” (poświęcony polskim uciekinierom – cywilom i wojskowym – do Rumunii we wrześniu 1939), „Dąbrowszczacy” (o problemie dziedzictwa historycznego i ocenie działań polskich uczestników Brygad Międzynarodowych w Hiszpanii w 1936) czy „Żołnierze-górnicy"; współtwórczyni cyklu magazynowego KARTY „Odolańska 10" oraz potem „Tropy” i inne). Ponownie w latach 2006–2007: dokumentalistka i współautorka 10-odcinkowego cyklu programów historycznych (w prywatnym Kanale telewizyjnym TVN-Discovery-Historia) pod tytułem: „Historie z Karty” („Kołyma”, „Historie bliskie”, „Fotografowie PRL-u”, „Drukarze podziemni”, „Białołęka”, „Ocaleni z Mauthausen”, „Księgi pokładowe”, „Przemycone zdjęcia”, „Prywaciarze”).
Koordynatorka wielu programów, organizatorka wielu konkursów w Ośrodku KARTA. Między innymi: w 1995 konkurs na dzienniki z czasu stanu wojennego; w 1996/1997 razem z Towarzystwem Przyjaciół Polski w Karlsruhe – konkurs na wspomnienia dla świadków historii, ogłoszony w Polsce i Niemczech, pt. „Wypędzenie ze Wschodu (1939–59) – we wspomnieniach Polaków, Niemców i innych wydziedziczonych”, którego plon ukazał się po polsku i niemiecku wydany przez Wydawnictwo Borussia. W latach 1999–2001 – trzy edycje konkursów (wspólnie z Fundacją Bankową im. L. Kronenberga) na wspomnienia ludzi, którzy w okresie komunizmu w Polsce starali się prowadzić prywatną niezależną od państwa (utrudnianą lub nawet prześladowaną) działalność gospodarczą. (Plon konkursu przedstawiono w postaci wystawy i wielokrotnie wznawianej przez KARTĘ, bardzo popularnej książki pod tym samym ironiczno-żartobliwym tytułem – „Prywaciarze 1945–89”.)
Od 1996 – corocznie organizuje (finansowany przez pierwsze 11 lat przez Fundację Batorego z Warszawy, a obecnie przez innych sponsorów, m.in.: Fundacja Wspomagania Wsi,  Polsko-Amerykańska Fundacja Wolności, Muzeum II Wojny Światowej, Urząd do Spraw Kombatantów i Osób Represjonowanych, WCIES i in.) konkurs historyczny dla młodzieży szkół średnich, w ramach programu „Historia Bliska” – na samodzielną pracę badawczą w środowisku lokalnym. (Do tej pory w 19. edycjach konkursu udział wzięło czternaście tysięcy uczniów, nadsyłając blisko osiem tysięcy prac). Twórczyni założeń i metodologii, materiałów metodycznych i instruktażowych oraz bezpośrednia organizatorka wszystkich edycji konkursu.
Od 1996 współpracowniczka Fundacji Körbera z Hamburga – gdzie poznawała 'know-how’ konkursów historycznych w Niemczech „O nagrodę Prezydenta Federalnego Niemiec”. Od maja 2001 (od początku oficjalnego istnienia sieci organizatorów konkursów historycznych EUSTORY, www.eustory.org) – aktywny partner sieci oraz od początku członek jej Komitetu Wykonawczego. Współautorka (razem z Gabriele Woidelko) wydanej w 2003 po polsku i niemiecku (ze wstępami Władysława Bartoszewskiego i Richarda von Weizsäckera) antologii prac konkursowych młodzieży polskiej i niemieckiej na temat wspólnej historii: „Doświadczenia graniczne. Młodzież bada polsko-niemiecka historię” ("Grenzerfahrungen. Jugendliche erforschen deutsch-polnische Geschichte"). Od 2001 przez 7 lat członek grupy roboczej ds. historii Polsko-Niemieckiej Współpracy Młodzieży.
Koordynatorka projektów internetowych Ośrodka Karta. Od 2004 koordynatorka prac nad powstaniem i działaniem (do dzisiaj) portalu internetowego „Uczyć się z historii” („Lerning from history”) – www.uczyc-sie-z-historii.pl, mającego niemiecki odpowiednik (w kilku wersjach językowych) „Lernen aus der Geschichte”) (strona była nominowana do nagrody EureleA 2008 dla portali edukacyjnych na targach CeBIT w Hanoverze). Portal inicjowany i finansowany przez niemiecką Fundację „Pamięć-Odpowiedzialność-Przyszłość” (EVZ) ma również rosyjski odpowiednik – stronę prowadzoną przez moskiewski MEMORIAŁ www.urokiistorii.ru.
Koordynatorka projektu uruchomienia Biblioteki Cyfrowej Ośrodka KARTA (https://dlibra.karta.org.pl/dlibra), uruchomionej w grudniu 2009, służącej prezentacji zdigitalizowanych materiałów źródłowych z archiwów Ośrodka Karta oraz równolegle portalu www.XXwiek.pl, gdzie na Osi Czasu umieszczane są materiały źródłowe (dokumenty, zdjęcia, filmy, nagrania audio itp.), pokazujące wydarzenia wszystkich ponad 36 tysięcy dni całego XX wieku. Od października 2009 koordynatorka projektu Cyfrowe Archiwa Tradycji Lokalnej w ramach Programu Rozwoju Bibliotek realizowanego w Polsce przez Fundację Rozwoju Społeczeństwa Informacyjnego (www.archiwa.org/catl)
Uczestniczka wszystkich prac, działań i akcji podejmowanych przez Ośrodek KARTA i istniejący formalnie od marca 2006 jako miejska instytucja kultury Miasta. st. Warszawy, a powołany przez KARTĘ wraz z otwarciem 17 września 2005 wystawy „Oblicza totalitaryzmu”) Dom Spotkań z Historią w Warszawie.
Bezpośrednio współtwórczyni i redaktorka książek KARTY, m.in.: „Prywaciarze 1945-89" (2001); „Doświadczenia graniczne. Młodzież bada polsko-niemiecką historię” (2003); Stanisław Czuruk „Lwów w cieniu Kołymy" (2007); „Rumuński azyl. Losy Polaków 1939-45" (2009); „Amerykański Korpus Pokoju w Polsce” (2012); „Historia i prawa człowieka – podręcznik” (2013); „Cyfrowe Archiwa Tradycji Lokalnej w Polsce - przewodnik" (2014).
Pracuje na rzecz urzeczywistnienia – jako ważnej dziedziny życia społeczno-kulturalnego i aktywności obywatelskiej w Polsce – „archiwistyki społecznej”, w tym koordynuje projekt Cyfrowe Archiwa Tradycji Lokalnej – tworzenie przy bibliotekach gminnych archiwów, gdzie ocalana, digitalizowana i upowszechniana jest dokumentacja źródłowa dotycząca lokalnej historii (projekt realizowany był w ramach programu Rozwoju Bibliotek finansowanego przez Fundację Społeczeństwa Informacyjnego, w latach styczeń 2010 - luty 2014, a jego efektem jest strona www.archiwa.org/catl oraz publikacja „Cyfrowe Archiwa Tradycji Lokalnej w Polsce - przewodnik"), opisującą ponad sto CATL-i, powstałych przy bibliotekach gminnych.
Jest także odpowiedzialna za realizację dwuletniego projektu systemowego KARTY jako rzecznika archiwistyki społecznej: „Stabilizacja archiwistyki społecznej w Polsce” (marzec 2014 – kwiecień 2016), finansowanego w ramach projektów systemowych konkursu „Obywatele dla Demokracji”, finansowanego z Funduszy EOG (bezpośrednią „liderką" projektu w KARCIE jest historyczka – Katarzyna Ziętal).
Postanowieniem Prezydenta RP Bronisława Komorowskiego z 2 września 2011 została odznaczona Krzyżem Oficerskim Orderu Odrodzenia Polski „za wybitne zasługi w działalności na rzecz budowania społeczeństwa obywatelskiego, za osiągnięcia w podejmowanej z pożytkiem dla kraju pracy zawodowej i społecznej”. 31 lipca 2012 w czasie uroczystej sesji Rady Warszawy otrzymała wraz z mężem Zbigniewem Gluzą przyznaną 31 maja tego roku nagrodę Miasta st. Warszawy. 10 grudnia 2016 w Pradze otrzymała, wraz z mężem Zbigniewem Gluzą, Nagrodę Jaromíra Šavrdy – za „świadectwo o totalitaryzmie”. Nagrodę przyznało stowarzyszenie obywatelskie PANT, które działa w Czechach.
Mąż – Zbigniew Gluza (współtwórca i redaktor naczelny kwartalnika „Karta”, Wydawnictwa KARTA oraz prezes Ośrodka KARTA), córka – Martyna Tasakowska (absolwentka Akademii Pedagogiki Specjalnej).